# Rønne forenede Boldklubber
Rønne forenede Boldklubber er en dansk fodboldklub hjemmehørende i Rønne på Bornholm, hvor klubben spiller sine hjemmekampe på Rønne Stadion Nord.
Klubben er skabt som et samarbejde mellem fodboldklubberne Knudsker IF, Rønne IK og IK Viking Rønne. Rønne IK (RIK) opsagde deres samarbejde med klubben i 2019.
Den største legende i klubben er Michael Sebastian Nielsen, populært kaldet "Kvikke", som med sine 137 kampe i Københavnsserien for Rønne fB også er den med flest kampe i klubbens historie.
Andre vigtige spillere gennem tiderne kan man nævne Admir Muric, Edonis Emini, Chriss Jacobsen og Nichlas Poulmann.